# Curtis Marbut
Curtis Fletcher Marbut (1863 - 1935) es un geógrafo estadounidense que se desempeñó como Director de la División de Estudios de Suelos del Departamento de Agricultura de los Estados Unidos desde 1913 hasta su muerte en 1935. Es famoso por desarrollar el primer esquema formal de clasificación de suelos para los Estados Unidos, por haber sido uno de los primeros presidentes de la Asociación Americana de Geógrafos y ser uno de los discípulos más destacados de William Morris Davis. Es considerado como el padre de la pedología estadounidense.
Marbut nació y se crio en el condado de Barry, Misuri. Obtuvo una licenciatura en Ciencias de la Universidad de Misuri en 1889 y una Maestría en Artes de la Universidad de Harvard en 1894, en donde conoció a William Morris Davis quien sería su maestro y que lo atrajo hacia el campo de la Geografía. Tal sería la admiración hacia su mentor que al igual que Davis a pesar de terminar sus estudios de doctorado en geología, nunca se presentó a sus exámenes finales de doctorado en Harvard, esperando se estableciera el doctorado en geografía. Como padre de la geomorfología, Williams Morris Davis atrajo el interés de Marbut hacia esa área, pero él se interesó más por el estudio del suelo el cual se fue dando cuenta que estaba mucho más relacionado con la geografía que con la geología. Su visión inicial era que los suelos eran reflejos superficiales de la geología debajo de ellos, pero llegó a reconocer que la pedología es distinta de la geología. Eugene W. Hilgard de la Universidad de California y Hopkins de la Universidad de Illinois también influyeron mucho en este cambio de opinión. Enseñó Geografía y Geología en la Universidad de Misuri desde 1895 hasta 1910, y también trabajó dirigió el Missouri Soil Survey.
En 1910, Marbut comenzó a trabajar como científico del suelo en la Oficina de Suelos del Departamento de Agricultura de los Estados Unidos, donde continuó hasta su muerte en 1935. Marbut se convirtió en Director de la División de Estudios de Suelos en 1913. En 1920, Marbut comenzó a trabajar en un esquema de clasificación de suelos. Su activa preocupación en la promoción de la geografía como campo de investigación y como carrera profesional lo llevó a ser elegido en 1924 como presidente de la Asociación Americana de Geógrafos, cargo que ocupó hasta 1925. Por estas fechas tuvo contacto con los avances de la pedología que se había desarrollado en la escuela geográfica rusa, lo que revoluciona sus conocimientos y se da a la tarea de traducir Los grandes grupos de suelo del mundo, obra escrita por el geógrafo ruso Konstantin Glinka.
En 1927 publicó una traducción de la obra de Glinka del alemán al inglés, divulgando así los conceptos de la escuela rusa entre los geógrafos de su país. Marbut sostiene la teoría de procesos múltiples e independientes en la génesis de los suelos. También propuso una clasificación de los suelos consistente en seis categorías, denominadas: órdenes, subórdenes, grupos, familias, series y tipos. Los dos órdenes principales se establecían en relación con la lixiviación de carbonatos, denominando pedocal a los suelos carbonatados y pedalfer a los ricos en aluminio y hierro a causa del lavado de carbonatos. Su esquema de clasificación se convirtió en el sistema de 1935 que fue modificado y publicado en el Anuario de agricultura de 1938: la taxonomía de suelos del USDA de 1938. En el nivel más alto de clasificación, los suelos se dividieron en pedocales y pedalferes. Alfer se convirtió en el término raíz para Alfisol.
Marbut murió de neumonía en 1935 mientras se dirigía a una asignación en China sobre la organización de un estudio de suelos.